# Giuseppe Giannola
Giuseppe Giannola (Palermo, 1917 – Palermo, 4 dicembre 2016) è stato un militare italiano, l'unico sopravvissuto alla seconda strage del massacro di Biscari, compiuto nel 1943 da militari statunitensi ai danni di 76 prigionieri italiani e tedeschi.

## Biografia
Nato a Palermo nel 1917 durante la seconda guerra mondiale, con l'approssimarsi dell'invasione della Sicilia da parte delle truppe alleate, è aviere scelto della Regia Aeronautica.
Si ritrova nel 1943 a presidiare l'aeroporto di Santo Pietro (detto Biscari dagli alleati) presso Caltagirone, con una piccola guarnigione di avieri comandati dal capitano Mario Talante. L'11 luglio cattura con un commilitone due paracadutisti statunitensi. La sera del 13 luglio si trova col suo gruppo a far fronte all'avanzata delle truppe alleate.
Dopo intensi bombardamenti, la mattina successiva l'aeroporto è accerchiato. Gli avieri, la sera prima, erano stati divisi in due gruppi, uno dei quali è presto catturato. I prigionieri, uscendo dal rifugio con le mani alzate e sventolando un fazzoletto bianco, vengono privati di vestiti, scarpe, oggetti di valore e messi in fila per essere fucilati per ordine del capitano John Compton. Di questo gruppo solo due militari italiani si salvano: il caporale Virginio De Roit e il soldato Silvio Quaiotto, che ai primi colpi si danno alla fuga nascondendosi presso il torrente Ficuzza.
Un altro gruppo di prigionieri incolonnato per essere condotto nelle retrovie è interrogato e affidato al sergente Horace T. West con sette militari. Del gruppo fa parte Giannola. Durante il tragitto si aggiungono altri 37 prigionieri di cui 2 tedeschi. Dopo un chilometro di marcia il gruppo è fermato e fatto disporre su due file parallele. West, imbracciato un fucile mitragliatore, apre il fuoco. Al centro della prima fila c'è Giannola, l'unico superstite, che nella relazione inviata successivamente al Comando Aeronautica della Sicilia ricorda:
(Dalla relazione di Giannola del 4 marzo 1947 al Comando Aeronautica della Sicilia.)
Giannola, con un polso fratturato da un proiettile, attende più di due ore prima di muoversi nel tentativo di allontanarsi, ma appena rialza il capo da lontano un colpo di fucile lo colpisce di striscio alla testa, facendolo cadere svenuto. Riavutosi, striscia carponi fino a raggiungere un albero e chiedere assistenza ad altri soldati statunitensi con la croce rossa al braccio. Dopo aver ricevuto prime cure rudimentali, gli viene fatto capire che da lì a poco sarebbe sopraggiunta un'ambulanza per aiutarlo. Vedendo avvicinarsi una jeep, fa segno di fermarsi. Ne scendono due soldati che, vedendolo senza uniforme e ferito, lo scambiano per un inglese, ma nel vederlo non capire si insospettiscono e uno con un fucile M1 Garand gli domanda se è italiano, alla risposta affermativa gli spara a distanza ravvicinata, trapassandolo e perforandogli un polmone, con il proiettile che esce dalla spalla.
Poco dopo sopraggiunge l'autoambulanza che lo raccoglie trasportandolo all'ospedale da campo di Scoglitti. Due giorni dopo è imbarcato su una nave e portato all'ospedale inglese di Biserta e poi altri del Nord Africa. Inizialmente la Regia Aeronautica lo elenca tra i dispersi e poi lo sospetta di diserzione.
Rientra in Italia il 18 marzo 1944 ed è ricoverato all'ospedale militare di Giovinazzo.
Al termine del conflitto, denuncia l'accaduto alle autorità italiane il 31 dicembre 1945, poi il 21 agosto 1946. Infine, il 4 marzo 1947 presenta al Comando Aeronautica della Sicilia un dettagliato resoconto di quanto accaduto, ma per ragioni di opportunità politica rimane inascoltato. Dopo la guerra svolge l'attività di postino, cercando negli anni di far sentire la sua voce, ma senza successo, fino a quando nel 2004, assistito dal figlio Riccardo, racconta la sua storia al procuratore militare di Padova, il quale aveva aperto un fascicolo per la storia di un altro sopravvissuto al crimine di guerra consumato negli stessi luoghi per mano del capitano Compton.
Il 3 marzo 2005 il Corriere della Sera pubblicando l'articolo Sei un prigioniero italiano? E mi sparò al cuore farà conoscere la sua testimonianza.
Nel settembre 2009 viene ricevuto al Quirinale dal consigliere militare del presidente Giorgio Napolitano, il generale Rolando Mosca Moschini al quale chiese che fosse individuato il luogo dove erano stati seppelliti i corpi e cancellati dagli elenchi dei disertori e dei dispersi le vittime.
Nel giugno 2012, ultranovantenne, viene insignito dell'onorificenza di ufficiale della Repubblica Italiana, ricevendola dal prefetto di Palermo nel dicembre dello stesso anno e partecipa all'inaugurazione sul luogo dell'eccidio di un monumento alla memoria delle vittime.